# Dordonya
|  | Aquest article tracta sobre el departament francès. Si cerqueu l riu homònim, vegeu «Riu Dordonya». |

La Dordonya (24) (en francès: Dordogne; i en occità: Dordonha) és un departament francès situat a la regió Nova Aquitània.
La llengua tradicional del departament és l'occità en la variant llemosina, al nord de la línia que va aproximadament de Montaseus a Nadalhac, mentre que al sud d'aquesta línia es parla la variant llenguadociana. Els municipis de Parcoul i part de La Roche-Chalais es troben en zona lingüística de les llengües d'oïl (saintongès).

## Personatges
- Pierre Poujade